# John S. Guthrie
John Simpson Guthrie (* 12. Juni 1908 in Washington, D.C.; † 6. Mai 1998 in Naples, Florida) war ein US-amerikanischer Offizier der US Army, der als Brigadegeneral zwischen 1959 und 1961 Kommandierender General des XIV. US-Korps (XIV Corps) war.

## Leben

### Offiziersausbildung, Offizier und Zweiter Weltkrieg
John Simpson Guthrie war das älteste von fünf Kindern von Oberst William Leo Guthrie (1875–1918), der 1901 die US Military Academyin West Point abschloss und zuletzt bis zu seinem Tode Kommandeur des 309th Engineers Regiment war, sowie dessen Ehefrau Louise Morgan Simpson Guthrie (1878–1951). Sein jüngerer Bruder William Leo Guthrie Jr. (1913–1948) diente als Major im 81. Panzerbataillon während des Zweiten Weltkrieges. Er selbst begann am 1. Juli 1926 als Cadet seine Offiziersausbildung an der US Military Academy in West Point und schloss diese am 11. Juni 1930 mit einem Bachelor of Science (BSc) ab. Im Anschluss wurde er am 12. Juni 1930 als Leutnant (Second Lieutenant) in die Infanterie (Infantry) der US Army übernommen. Er absolvierte 1934 den Lehrgang für Kompaniechefs an der US-Infanterieschule (US Army Infantry School) in Fort Benning und war nach verschiedenen Verwendungen zwischen dem 7. Oktober 1941 und dem 30. Juni 1943 Assistierender G-3-Stabsoffizier des IV. US-Korps (IV Corps).
Als solcher wurde Guthrie am 1. Februar 1942 zum Major der Army of the United States (AUS) ernannt, die nach dem Angriff auf Pearl Harbor am 7. Dezember 1941 aufgestellt und nach Ende des Zweiten Weltkrieges deaktiviert wurde. Zudem absolvierte er 1942 den Lehrgang für Stabs- und Infanterieoffiziere der Command and General Staff School (CGSS) in Fort Leavenworth und wurde am 25. September 1942 zum Oberstleutnant der Army of the United States ernannt. Im weiteren Verlauf des Zweiten Weltkrieges war er zwischen dem 1. Juli und dem 31. Dezember 1943 Assistierender Chef des Stabes des IV. US-Korps und wurde am 28. Dezember 1943 zum Oberst der Army of the United States ernannt. Danach fungierte er vom 1. Januar 1944 bis Oktober 1946 als Assistierender Chef des Stabes (G-3) der Siebten US-Armee (Seventh United States Army). Nach Kriegsende wurde er am 28. Juni 1945 zum Army of the United States ernannt, wobei diese Ernennung bis zum 31. März 1946 befristet wurde.

### Nachkriegszeit, Koreakrieg und Aufstieg zum Generalmajor

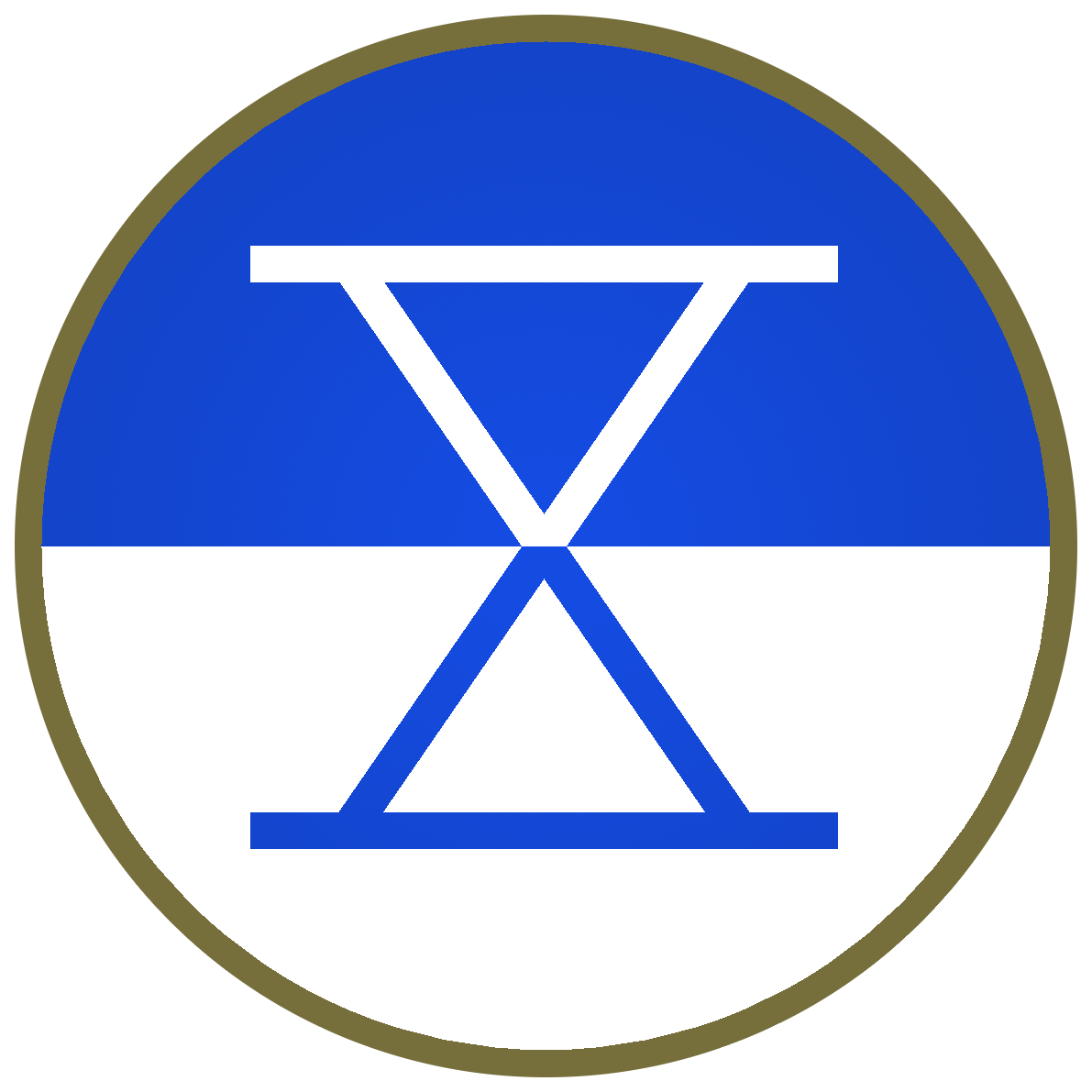
Während des Koreakrieges war Brigadegeneral John S. Guthrie zwischen 1951 und 1952 Chef des Stabes des X. US-Korps (X Corps).

Guthrie war zuletzt als Brigadegeneral von 1959 bis 1961 Kommandierender General des XIV. US-Korps (XIV Corps).

John S. Guthrie fungierte vom 15. Oktober 1946 bis zum 1. September 1947 als Chef des Stabes der in Deutschland stationierten 1. Infanteriedivision (1st Infantry Division). Nach seiner Rückkehr in die USA war er zwischen dem 14. Oktober 1947 und dem 11. September 1949 Leiter des Referats Nordamerika in der Abteilung Planung und Operationen des Generalstabes (Chief of North American Branch, Plans & Operations Division, General Staff US Army) und wurde in dieser Funktion am 15. Juli 1948 zum Oberstleutnant (Lieutenant-Colonel) der regulären Armee befördert.
Er zwischen dem 12. September 1949 und 1951 Kommandeur (Commanding Officer) des 7. Infanterieregiments (7th Infantry Regiment), der sogenannten „The Cottonbalers“, und nahm mit diesem während des Koreakrieges als Teil der 3. Infanteriedivision (3rd Infantry Division) unter dem Kommando von Generalmajor Robert H. Soule an der Schlacht um den Changjin-Stausee (26. November bis 13. Dezember 1950) teil, die mit einem chinesischen Pyrrhussieg endete. Im weiteren Kriegsverlauf wurde er am 17. April 1951 zum Brigadegeneral der Army of the United States ernannt. Daraufhin war er zwischen 1951 und 1952 Chef des Stabes des X. US-Korps (X Corps). 1952 wurde er Assistierender Kommandeur der für den Koreakrieg reaktivierten 7. Panzerdivision (Assistant Commanding General, 7th Armored Division), die allerdings nicht nach Korea entsandt wurde und während des Konflikts in Camp Roberts in Kalifornien in Bereitschaft stationiert blieb.
1952 wechselte Guthrie ins Oberste Hauptquartier der Alliierten Streitkräfte der NATO in Europa SHAPE (Supreme Headquarters Allied Powers Europe) und war dort bis 1954 in das Büro des Assistierenden Chef des Stabes für Organisation und Ausbildung (Assistant Chief of Staff, Organization & Training Division) abgeordnet. Während dieser Zeit wurde er am 1. April 1953 zum Oberst (Colonel) der regulären Armee befördert. Nach verschiedenen weiteren Verwendungen war er zuletzt als Brigadegeneral von 1959 bis 1961 Kommandierender General des XIV. US-Korps (XIV Corps). 1961 schied er als Generalmajor der Heeresreserve aus dem aktiven Militärdienst und trat in den Ruhestand.
Nach seinem Tode wurde er auf dem Trinity-By-The-Cove Episcopal Church Cemetery in Naples beigesetzt.

## Auszeichnungen
Auswahl der Dekorationen, sortiert in Anlehnung an die Order of Precedence of Military Awards:
- Army Distinguished Service Medal (2×)
- Silver Star (2×)
- Legion of Merit
- Bronze Star
- Purple Heart